# Ямниченко Іван Мусійович
Іва́н Мусі́йович Ямниче́нко (*18 (31) серпня 1909, містечко Решетилівка, Полтавський повіт, Полтавська губернія, Російська імперія — 2001, Київ, Україна) — український геолог, доктор геолого-мінералогічних наук (від 1971). Лауреат Державної премії УРСР у галузі науки і техніки (1976).

## Біографія
Народився у містечку Решетилівка (нині смт. Решетилівка Решетилівського району Полтавської області України)
1935 року закінчив Київський гірничо-геологічний інститут.
Від 1937 року співробітник Інституту  геологічних наук АН УРСР.
1969 року підготував докторську дисертацію за темою «Биостратиграфия юрских отложений северо-западных окраин Донбасса и Днепровско-Донецкой впадины и некоторые общие вопросы палеонтологической корреляции».
Старший науковий співробітник, потім завідувач відділу Інституту геологічних наук Академії наук УРСР.

## Наукова діяльність
Праці з питань стратиграфії та фауни мезозойських відкладів України.
Був членом редакційної ради одинадцятитомного видання «Стратиграфія УРСР» та відповідальним редактором 7-го тому, що вийшов друком 1969 року.
Відповідальний редактор видання «Труды совещаний по стратиграфии триаса и юры УССР и БССР» (разом із Ф.Ю. Лапчик: Київ, «Наукова думка», 1972), а також ряду монографій.
Вийшли друком його роботи:
- Структура и сущность биостратиграфического метода / И.М. Ямниченко; Отв. ред. Балуховский Н.Ф. – Киев : Наукова думка, 1976. – 168с.
- Юрские и меловые моллюски Украины. Палеонтологический справочник / Ямниченко И.М., Астахова Т.В. — Киев : Наукова думка, 1984. - 104 с.
- Мелкорослые гастроподы юрских отложений Донбасса и Днепровско-Донецкой впадины /АН УССР, Институт геол. наук.— Киев: Наукова думка, 1987.— 174,[2] с., [8] л. ил.

1988 року написав післямову до фантастичного роману Віктора Савченка «Тільки мить».

## Нагороди
За роботу «Стратиграфія УРСР», томи ІІ-ХІ, опубліковану в І968-І975 роках, 1976 року разом з іншими удостоєний Державної премії УРСР в галузі науки і техніки .
Нагороджений орденом Червоного Прапора, іншими орденами, медалями.